# ブレット・ザ・ブルー・スカイ
「ブレット・ザ・ブルー・スカイ」（Bullet the Blue Sky）は『ヨシュア・トゥリー（The Joshua Tree）』に収録されているU2の楽曲である。

## 概要
アムネスティ主催の希望の戦略ツアーの後、ボノがアリと一緒にエルサルバドルとニカラグアを訪れた経験から生まれた曲。そこで二人が見たのは、U2をビッグバンドにした同じ自由の名の下に、アメリカ政府の支援を受けた強権的な政府が国民を虐げている光景だった。「His face red like a rose on a thorn bush（茨の中の真っ赤なバラみたいな赤い顔）」とは、当時のアメリカ大統領ロナルド・レーガンのことである。
曲はジャムセッション中に生まれたようだが、ジョン・ライドンはパブリック・イメージ・リミテッドの「Banging the Door」のパクリだと主張している。
U2初の反アメリカソングで、あまりにも直接的な歌詞のために、最後の「Because outside is America」は「Because outside is the world」に変えようか最後まで悩んだということだが、結局、アメリカにおけるU2のセールスにも名声にも害を及ぼすことはなかった。
ちなみに「In the locust wind comes a rattle and hum」という歌詞の「rattle and hum」は次のアルバムのタイトルとなり、この曲のライブヴァージョンも収録され、その際、イントロにジミ・ヘンドリクスの「The Star Spangled Banner」が使われている。
マネージャーのポール・マクギネスのお気入りの曲の1つ。

## ライブ
シングルカットされていないのにもかかわらず、The Joshua TreeツアーからVertigoツアーまでは、ほぼすべてのライブで演奏され、初期は「Running to Stand Still」とセットで演奏されることが多かった。The Joshua Treeツアーの際には、ボノはよくスポットライトを掴んで観客席のほうへ向け、ロナルド・レーガンやジェリー・ファルエル（キリスト教原理主義の指導者）を批判した。
ツアーごとにこの曲は性格を変え、Zoo TVツアーではナチズム批判、Elevationツアーでは、スポットライトのパフォーマンスを復活させて銃による暴力を批判し、スクリーンにジョン・レノンの暗殺に関する映像や当時全米ライフル協会会長だったチャールトン・ヘストンの映像を流した。また01年のフィラデルフィア公演では、「閉じられたテレビのネットワークで、抽選に選ばれた視聴者の前で、僕たちはティモシーがアメリカの腕に抱かれるところを見ている」と述べ、オクラホマシティ連邦政府ビル爆破事件の犯人で、その死刑執行の模様が事件で亡くなった人々の元へテレビ中継されたティモシー・マクベイに言及した。Vertigoツアーでは宗教的対立に言及し、最後の歌詞を「The Hands That Built America」に替えた。I&Eツアーでは金融危機に言及し、スクリーンにウォール街とラスベガスの映像を流して、裕福な人々を批判する10代の頃の自分と会うという内容のスピーチをした。

## カバー
- P.O.D.(1999) - メンバー全員クリスチャンのラップメタルバンド。
- Sepultura (2003) -  ブラジルの人気メタルバンド。

## 評価
- 2004年Mojoが選ぶ壮大なロックソング100第17位[5]